# Charles G. Cogan
Charles G. Cogan (* 11. Januar 1928; † 14. Dezember 2017 in Cambridge, Massachusetts) war ein US-amerikanischer Offizier, Journalist, Publizist, Historiker und Politikwissenschaftler. Er war 37 Jahre lang Mitarbeiter der CIA.

## Leben
Cogan studierte Geschichte an der Harvard University in Cambridge, Massachusetts (B.A. 1949) und Internationale Beziehungen an der George Washington University in Washington, D.C. (in Kooperation mit dem National War College) (Master of Science 1971). 1992 erwarb er einen Doctor of Public Administration an der Harvard Kennedy School.
1949 volontierte er beim Nachrichtenmagazin Time in New York City. Von 1949 bis 1951 war er für die Tageszeitung Hartford Courant in Hartford, Connecticut tätig. 1954 arbeitete er bei der Associated Press (AP) in Richmond, Virginia.
Von 1951 bis 1953 diente er in der United States Army in den USA und (während des Koreakriegs) in Korea, zuletzt als Leutnant im United States Army Signal Corps. 1954 wechselte er als Intelligence Officer zur CIA; so war er zwischen 1979 und 1984 für den Nahen Osten und Asien zuständig und von 1984 bis 1989 CIA-Chef in Paris. 1991 verließ er den Auslandsgeheimdienst.
Von 1989 bis 1991 war er Research Fellow im Intelligence and Policy Project an der Harvard Kennedy School. 1990/91 war er Study Group Leader am Institute of Politics. Von 1991 bis 1995 war er Visiting Scholar am John M. Olin Institute for Strategic Studies der Harvard University. 1995 wurde er Associate am Charles Warren Center for Studies in American History. Ab 1996 war er Associate am Belfer Center for Science and International Affairs und Affiliate am Center for European Affairs sowie ab 1997 an der Harvard Kennedy School. Er war u. a. Mitglied im Council on Foreign Relations.
Cogan war Autor zahlreicher Bücher. Er veröffentlichte u. a. in French Politics and Society, Défense Nationale und Harvard French Review. Überdies schrieb er regelmäßig für die Huffington Post.
Cogan war verheiratet und Vater von drei Kindern.

## Auszeichnungen
- 1952: Distinguished Military Graduate der US Army Signal Corps Officer Candidate School
- 1968: Intelligence Medal of Merit der CIA
- 1971: Distinguished Graduate des National War College
- 1981: Intelligence Medal of Merit der CIA
- 1983: Kommandeur des Ordens Ouissam Alaouite (Marokko)
- 1989: Distinguished Intelligence Medal der CIA
- 2003: Offizier des Ordre des Palmes Académiques (Frankreich)
- 2006: Prix Ernest Lémonon der Académie des sciences morales et politiques (für Diplomatie à la française) (Frankreich)
- 2007: Offizier der Ehrenlegion (Frankreich)

## Schriften (Auswahl)
- Oldest Allies, Guarded Friends (1994)
- Charles de Gaulle (1996)
- Forced to Choose (1997)
- The Third Option (2001)
- French Negotiating Behavior (2003)